# Yoon Bo-mi
Yoon Bo-mi (윤보미?, Yun Bo-miLR; Suwon, 13 agosto 1993) è una cantante e attrice sudcoreana, membro del girl group Apink.

## Discografia
Di seguito, le opere di Yoon Bo-mi come solista. Per le opere con le Apink, si veda Discografia delle Apink.
- 2013 – "Let's Talk About You" con gli M.I.B)
- 2015 – "I Know I Know" (con David Oh)
- 2015 – "Lovely" (con Lim Seul-ong)
- 2015 – "Let's Eat Together" (con Yoon Hyun-sang)
- 2016 – "Our Night Is More Beautiful Than Your Day" (con vari artisti)
- 2016 – "Without You"
- 2017 – "I Pray 4 You" (con Namjoo)

## Filmografia
- Eungdaphara 1997 (응답하라 1997?) – serial TV (2012)
- Webdrama yeon-aetamjeong Sherlock K (웹드라마 연애탐정 셜록 K?, Webdeurama yeon-aetamjeong Syeollok KLR) – serial TV (2015)
- Ibeon saeng-eun cheo-eum-ira (이번 생은 처음이라?) – serial TV (2017)
- La regina delle lacrime (눈물의 여왕?, Nunmur-ui yeo-wangLR)) – serie TV (2024)

### Programmi televisivi
- Uri gyeolhonhaess-eo-yo (MBC; 2016-2017)[2][3]